# Нессельроде
Нессельро́де (нем. von Nesselrode) — графский род.

## Происхождение и история рода
Происходит из герцогства Бергского от вестфальского рыцаря Иоганна фон Нессельроде, жившего в XIV веке. В конце того же века род Нессельроде разделился на 2 ветви: Нессельроде-Рейзенштейн, угасшую в начале XIX веке, и Нессельроде-Эресгофен, представитель которой барон Филипп Нессельроде, возведён был в 1705 году в графское достоинство Священной Римской империи. Внесён в V часть родословной книги Санкт-Петербургской губернии.
- Нессельроде, Карл Васильевич (Карл Роберт фон Нессельроде; 1780—1862) — граф, российский государственный деятель, министр иностранных дел, канцлер.
  - Пудинг Нессельроде — десертный соус или замороженный десерт из протёртых каштанов, названный в честь К. В. Нессельроде и придуманный его шеф-поваром Мони.
- Нессельроде,  Максимилиан Юлий Вильгельм Франц (1724—1810) — русский дипломат, граф, тайный советник, посланник в Лиссабоне и Берлине; отец канцлера Карла Васильевича.
- Нессельроде, Мария Дмитриевна (урождённая Гурьева; 1786—1849) — фрейлина, статс-дама, супруга канцлера Карла Васильевича.
- Нессельроде, Фёдор Карлович (Теодор Карл фон Нессельроде; 1786—1868), генерал-лейтенант, начальник 5-го жандармского округа (Царство Польское) отдельного корпуса жандармов.